# The Whole Ten Yards
The Whole Ten Yards (no Brasil: Meu Vizinho Mafioso 2) é um filme estadunidense de 2004, dirigido por Howard Deutch e estrelado por Bruce Willis e Matthew Perry. É uma continuação do filme The Whole Nine Yards, lançado em 2000

## Sinopse
Graças aos registros dentários falsificados fornecidos por seu ex-vizinho Nicholas "Oz" Ozeransky ( Matthew Perry ), o homicídio aposentado Jimmy "The Tulip" Tudeski ( Bruce Willis ) agora passa seus dias compulsivamente limpando sua casa e aperfeiçoando suas habilidades culinárias com sua esposa, Jill ( Amanda Peet ), um suposto assassino que ainda não puxou um golpe "limpo" (todos os que ela é contratada para matar morrem em acidentes estranhos antes que ela possa matá-los). Oz, enquanto isso, agora está casado com a ex-esposa de Jimmy Cynthia ( Natasha Henstridge) e tem uma prática odontológica na Califórnia, agora esperando seu primeiro filho, mas o relacionamento é complicado devido à excessiva paranóia de Oz sobre segurança, bem como o segredo de Cynthia com contato contínuo com Jimmy (embora Oz também converse com Jill na ocasião).
Suas vidas são ainda mais complicadas pelo retorno de Laszlo Gogolak ( Kevin Pollak ), uma figura paterna de Jimmy que correu a multidão que Jimmy já era membro, Jimmy e Jill haviam matado seu filho, Janni, enquanto Laszlo estava na prisão. Tendo deduzido que Jimmy ainda está vivo, Laszlo seqüestra Cynthia e ameaça Oz para tentar aprender a localização de Jimmy, Oz apenas conseguiu escapar, apagando as luzes. Sem outras opções, a Oz entra em contato com Jimmy e Jill para obter assistência, mas Jimmy inicialmente se recusa a ajudar até que os homens de Laszlo atacem a casa depois de seguir o carro de Oz.
Depois de ter capturado o filho restante de Laszlo, Strabonitz (Strabo, para breve), Jimmy diz a Laszlo que ele trocará Cynthia pelo Strabo, mas a tentativa do grupo de verificar em um hotel resulta em Oz involuntariamente desencadeando novos conflitos entre Jimmy e Jill quando ele revela que Jimmy ainda usa um crucifixo que Cynthia lhe deu. Retornando a um bar para ficar bêbado, Jimmy fica cada vez mais deprimido com a aparente falta de pai de uma criança com Jill, embora Oz fique frustrado quando Jimmy começa a discutir a vida sexual dele e a de Cynthia, culminando com eles ficando tão bêbados que Oz e Jimmy acordam na mesma cama (embora nada aconteça).
Cada vez mais frustrada com a sua pobre vida sexual com Jimmy, Jill tenta seduzir Oz, resultando em Jimmy andando sobre eles e batendo Oz, depois recuperando sua paixão por Jill e seu trabalho, enquanto os dois continuam a fazer sexo no banheiro. Enquanto se arrombam na casa de Oz, os três são atacados por um homem de tiro desconhecido, cujas tentativas de dispará-los resultam em que o Strabo seja morto no fogo cruzado, o argumento subseqüente causando que Jill pare em frustração com os insultos de Jimmy sobre suas capacidades e seu frio demissão de Oz. Cada vez mais conduzido ao ponto de ruptura por eventos recentes, Oz se retira para a sua prática, onde Jimmy o cumprimenta para se desculpar por eventos recentes, apenas para a nova recepcionista de Oz, Julie, para cloroformar Oz e Jimmy, revelando que ela é a irmã de 'Frankie Figgs' para se vingar de Oz e Jimmy '
Acordando com Cynthia e Jimmy no apartamento de Laszlo, Oz fica chocado ao saber que a situação atual faz parte de um plano de Jimmy e Cynthia desde o início para que Cynthia pudesse encontrar a metade do primeiro dólar de Laszlo que ele já roubou, o que ele teve rasgado pela metade para ser dividido entre Jimmy e Yanni quando eram crianças. Assim como Laszlo se prepara para matar os três, Jill aparece, tendo configurado o corpo de Strabon para que ele pareça estar vivo e amarrado em seu carro, ameaçando detonar explosivos em seu carro, a menos que Laszlo libere Oz e Cynthia. Reivindicando a vontade de se juntar à organização de Laszlo, Jill é obrigado a atirar em Jimmy, finalmente, aparentemente, atirar em Jimmy no coração quando ele a informa que ela nunca será um lançador de sucesso.
Quando o carro de Jill detona quando os homens de Laszlo vão lançar Strabo, revela-se que Jill também estava no plano, tendo apenas atirado em Jimmy com os espaços em branco. Com Jules tendo sido exposto como o atirador que matou Strabo, Laszlo dispara contra ela, Jimmy depois que Jill atirou Laszlo no pé, incapaz de matar o homem que o criou. Quando o grupo parta, Jimmy e Cynthia revelam que o plano foi criado para adquirir a metade do dólar de Laszlo, o dólar combinado revelando o número de conta de uma conta Gogalak com $ 280 milhões. Com Jill, tendo revelado que está grávida, os quatro se afastam enquanto a polícia prende Laszlo.

## Elenco
- Bruce Willis - James Stefan "Jimmy The Tulip" Tudeski
- Matthew Perry - Dr. Nicholas "Oz" Oseransky
- Amanda Peet - Jill St. Claire Tudeski
- Kevin Pollak - Laszlo Gogolak
- Natasha Henstridge - Cynthia Oseransky
- Frank Collison - Strabonitz "Strabo" Gogolak
- Johnny Messner - Zevo
- Silas Weir Mitchell as Yermo
- George Blair - Jevo
- Tasha Smith - Jules "Julie" Figueroa
- Samantha Harris - Laguna

## Recepção
The Whole Ten Yards foi amplamente criticado por críticos. O agregado de revisão Rotten Tomatoes dá ao filme uma pontuação "podre" de 4%, com base em 118 avaliações, com uma classificação média de 2.8 / 10. O consenso do site diz: "Uma sequela esquisita e livre de risos, The Whole Ten Yards recicla o elenco e o enredo do antecessor, mas não a inteligência ou a razão de ser". Também foi indicado que apenas 48% da platéia gostou do filme
Metacritic dá ao filme uma pontuação de 24 em 100, com base em 27 avaliações, o que indica "revisões geralmente desfavoráveis". As audiências pesquisadas pelo CinemaScore deram ao filme uma nota média de "C" em uma escala A + para F.
Ao contrário do primeiro filme , que foi um sucesso comercial, The Whole Ten Yards foi uma bomba de bilheteria , trazendo apenas US $ 16.328.471 na América do Norte e US $ 9.827.310 internacionalmente. Com um total mundial de US $ 26,155,781, menos de um quarto do bruto do original, o filme não recuperou seu orçamento de US $ 40 milhões.